# Abadía de Pomposa

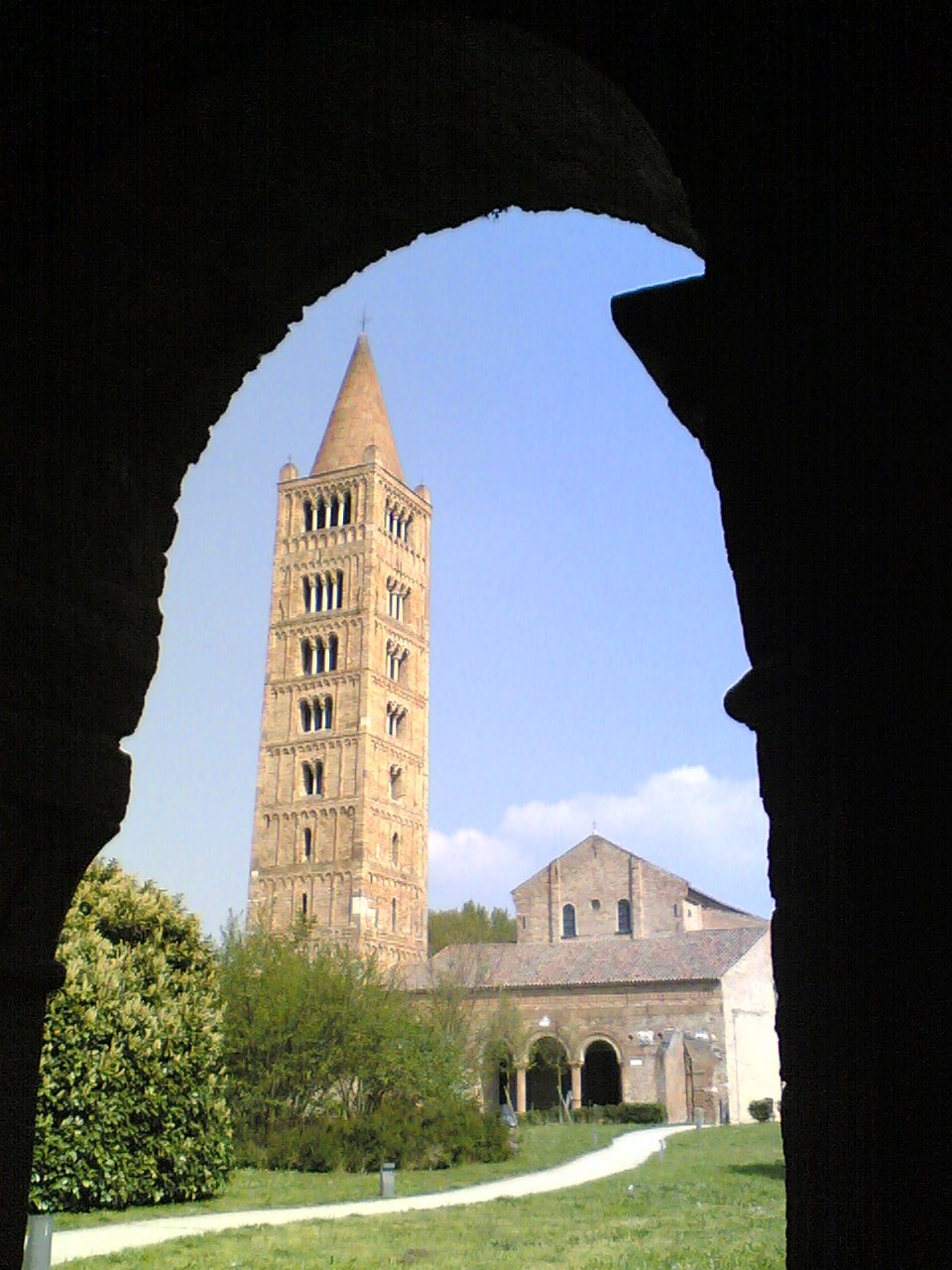
Iglesia de la abadía de Pomposa.

La abadía de Pomposa, situada en el municipio de Codigoro, en la provincia de Ferrara, es una abadía del siglo IX.

## Historia
Se tienen noticias de una abadía benedictina a partir del siglo IX, pero probablemente el lugar ya había sido ocupado dos o tres siglos antes. La actual fue consagrada en el año 1026 por el abad Guido. En la basílica, el llamado maestro Mazulo añadió el nártex con tres grandes arcos.
Hasta el siglo XIV, la abadía aunaba una serie de propiedades diseminadas por toda Italia gracias a las donaciones. Luego sufrió un lento declive debido a factores geográficos y ambientales como la malaria por las continuas inundaciones de la zona.
Tuvo gran importancia para la conservación y difusión de la cultura durante la Edad Media gracias a los monjes amanuenses que residieron en ella. En este monasterio, el monje Guido d'Arezzo inventó las notas musicales modernas. Desde finales del siglo XIX pertenece al estado italiano.

## Monumentos

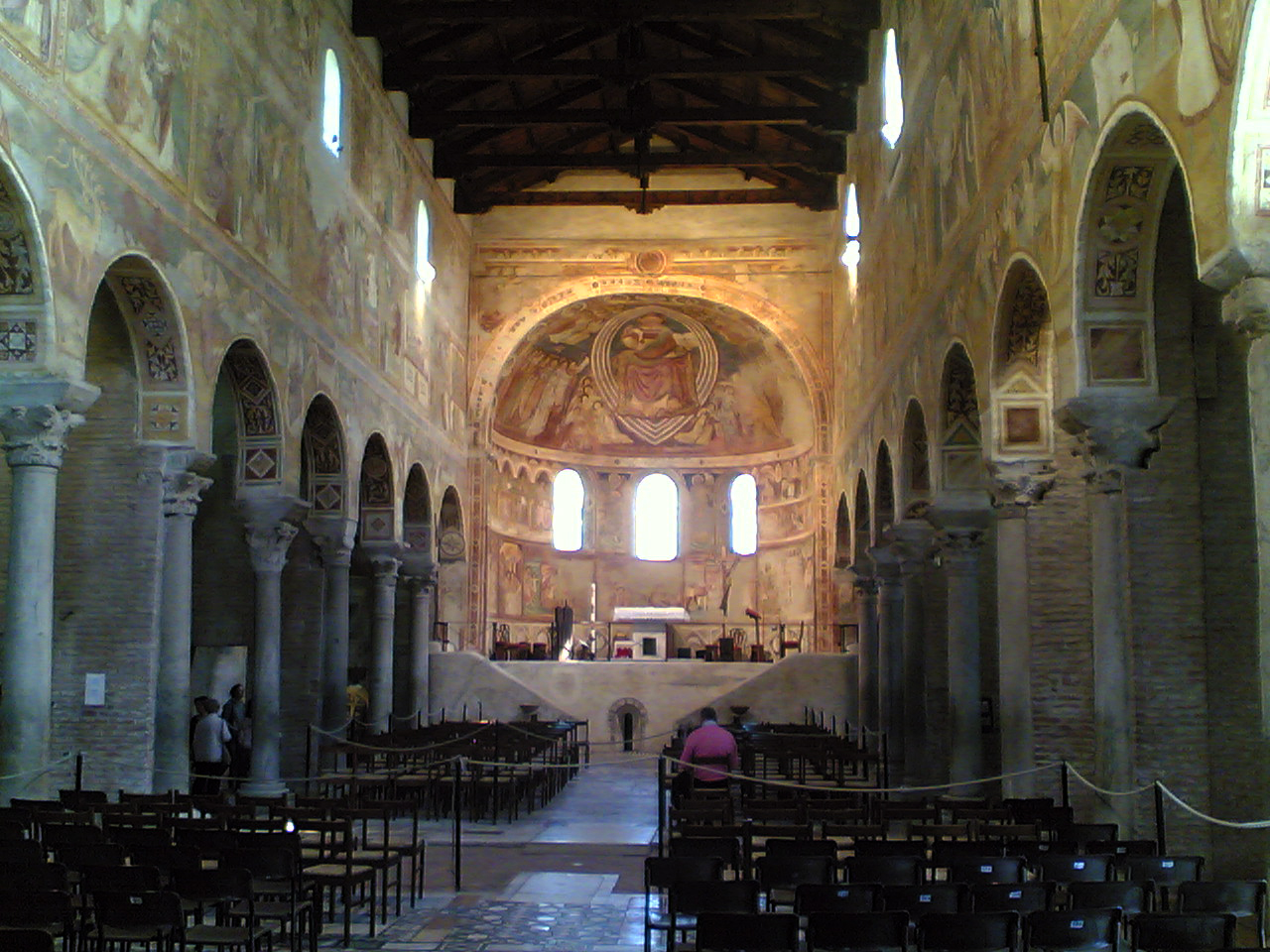
Interior de la iglesia.

La basílica, de estilo semejante a la de Rávena, fue construida entre los siglos VII y IX; fue luego alargada y se le añadió un pórtico adornado con frisos. Consta de tres naves; las paredes hay frescos del siglo XIV de la escuela boloñesa, y en el ábside, otros debidos a Vitale da Bologna.
A gran altura en relación con el resto del edificio, está el campanario (48 metros) construido en el año 1063 con estilo lombardo y recuerda al de la Abadía de San Mercuriale en Forlí. Gracias a una placa escrita se conoce el nombre del arquitecto, Deusdedit. Procediendo desde la base hasta la parte más alta del campanario las ventanas aumentan de número y se hacen más amplias siguiendo una tendencia clásica de aquel período, aplicada para aligerar el peso de la torre y propagar mejor el sonido de las campanas.
Del monasterio queda la sala capitular, adornada con frescos de inicios del siglo XIV realizados por un alumno directo de Giotto; el refectorio, que en las paredes tiene un ciclo de frescos atribuidos al Maestro de la Capilla de San Nicolás (que, según los historiadores Roberto Longhi y Federico Zeri sería el pintor de Rímini Giovanni Baronzio). Notable también es el Palazzo della Ragione, un ejemplo de los característicos Palazzos della Ragione del norte de Italia.